# Cantone di Chatou
Il Cantone di Chatou è una divisione amministrativa dell'Arrondissement di Saint-Germain-en-Laye.
A seguito della riforma complessiva dei cantoni del 2014 è passato da 2 a 5 comuni.

## Composizione
Prima della riforma del 2014 comprendeva i comuni di:
- Chatou
- Croissy-sur-Seine

Dal 2015 comprende i comuni di:
- Chatou
- Croissy-sur-Seine
- Marly-le-Roi
- Le Port-Marly
- Le Vésinet